# Pink Apple
Pink Apple (en español: Manzana rosa) es el más grande festival de cine LGBT de Suiza celebrado anualmente durante la primavera en las ciudades de Zúrich y Frauenfeld.

## Historia
En 1997 fue fundado por un grupo de cinéfilos suizos el Festival de Cine Gay y Lésbico Pink Apple en la ciudad de Frauenfeld, cantón de Turgovia, al este del país. El nombre deriva de la denominación popular de Turgovia como el "Cantón Manzana", debido a la gran cantidad de manzanos que hay en la zona. En un comienzo se creó con el propósito de promover la aceptación social de la homosexualidad en las provincias suizas y desarrollar una cultura gay-lésbica en el país, como parte del movimiento de liberación homosexual. La primera versión fue montada al año siguiente en 1998, con la exhibición de diez películas con temática LGBT en el pequeño Cine Luna de Frauenfeld.
El festival fue lanzado en Zúrich cuando la ciudad fue sede de los Eurogames en el año 2000. El programa que contemplaba en sus inicios siete presentaciones de siete películas tuvo un éxito rotundo, por lo que se tomó la decisión de permanecer en el vecino cantón de Zúrich y ciudad más poblada de Suiza, dada la gran demanda de público asistente al certamen, que provocó que el enfoque del festival se realice desde esta ciudad con la primera apertura de Pink Apple desde Zúrich en 2003.

## Premio Pink Apple
A partir del 2001 fue instaurado el Premio Pink Apple con una dotación de dos mil francos suizos, donde se presentan una serie de películas que son evaluadas por un jurado de expertos de cine en diversos ámbitos. Al mismo tiempo, el público asistente al evento realiza una votación para premiar la cinta más popular, otorgando el Premio Pink Apple del Público. Desde 2008 se creó otro premio para elegir al mejor documental del certamen.

### Mejor cortometraje
| Año  | País              | Título                           | Director                             |
| ---- | ----------------- | -------------------------------- | ------------------------------------ |
| 2019 | Australia         | Mrs McCutchcheon                 | John Sheedy                          |
| 2018 | Bélgica           | Calamity                         | Séverine De Streyker y Maxime Feyers |
| 2017 | Venezuela         | Salta                            | Marianne Amelinckx                   |
| 2016 | México            | Carina                           | Sandra Concepción Reynoso Estrada    |
| 2015 | Estados Unidos    | Black is Blue                    | Cheryl Dunye                         |
| 2015 | Senegal           | L’autre femme                    | Marie KA                             |
| 2014 | Francia           | Ce n'est pas un film de Cow-boys | Benjamin Parent                      |
| 2013 | Alemania          | It's Consuming Me                | Kai Stänicke                         |
| 2012 | España            | Taboulé                          | Richard Garcia                       |
| 2011 | Reino Unido       | Hammerhead                       | Sam Donovan                          |
| 2010 | España            | Almas perdidas                   | Julio de la Fuente                   |
| 2009 | Canadá            | The Island                       | Trevor Anderson                      |
| 2008 | Canadá            | No Bikini                        | Claudia Morgado Escanilla            |
| 2007 | Estados Unidos    | Airplanes                        | Jen Heck                             |
| 2006 | Canadá            | John and Michael                 | Shira Avni                           |
| 2005 | Israel            | A Different War                  | Nadav Gal                            |
| 2004 | Estados Unidos    | Bar Talk                         | Cheryl Furjanic                      |
| 2003 | Suiza             | Snöchschtmol                     | Lawrence Grimm                       |
| 2002 | Ucrania           | They Still Smile                 | Irina Sizova                         |
| 2001 | Suiza y Australia | Kimberly                         | Bettina Disler                       |

### Mejor largometraje
| Año  | País                             | Título                     | Director                        |
| ---- | -------------------------------- | -------------------------- | ------------------------------- |
| 2019 | Reino Unido                      | Tell It to the Bees        | Annabel Jankel                  |
| 2018 | Italia                           | Puoi baciare lo sposo      | Alessandro Genovesi             |
| 2017 | Israel                           | In Between                 | Maysaloun Hamoud                |
| 2016 | Francia y Bélgica                | Chez Nous                  | Tim Oliehoek                    |
| 2015 | Sudáfrica                        | While You Weren't Looking  | Catherine Stewart               |
| 2014 | Venezuela                        | Azul y no tan rosa         | Miguel Ferrari                  |
| 2013 | Suiza                            | Rosie                      | Marcel Gisler                   |
| 2012 | Estados Unidos                   | Mosquita y Mari            | Aurora Guerrero                 |
| 2011 | Perú                             | Contracorriente            | Javier Fuentes-León             |
| 2010 | Estados Unidos                   | The Big Gay Musical        | Casper Andreas & Fred M. Caruso |
| 2009 | Reino Unido                      | I Can't Think Straight     | Shamim Sarif                    |
| 2008 | Argentina, Reino Unido y Francia | XXY                        | Lucía Puenzo                    |
| 2007 | Alemania                         | Football Under Cover       | Ayat Najafi & David Assmann     |
| 2006 | Alemania                         | Imagine Me and You         | Ol Parker                       |
| 2005 | Tailandia                        | Beautiful Boxer            | Ekachai Uekrongtham             |
| 2004 | Estados Unidos                   | D.E.B.S.                   | Angela Robinson                 |
| 2003 | Suiza                            | Ruthie and Connie          | Deborah Dickson                 |
| 2002 | Suiza                            | La parade (Notre histoire) | Lionel Baier                    |
| 2001 | Estados Unidos y Israel          | Trembling Before G-d       | Sandi Sima Dubowski             |

### Mejor película documental
| Año  | País              | Título                                          | Director                        |
| ---- | ----------------- | ----------------------------------------------- | ------------------------------- |
| 2019 | Estados Unidos    | Gay Choir Deep South                            | David Charles Rodrigues         |
| 2018 | Estados Unidos    | Chavela                                         | Catherine Gund y Daresha Kyi    |
| 2017 | Bélgica y Holanda | Strike a Pose                                   | Ester Gould & Reijer Zwaan      |
| 2016 | Estados Unidos    | She's Beautiful When She's Angry                | Mary Dore                       |
| 2015 | Turquía           | My Child                                        | Can Candan                      |
| 2014 | Alemania          | Kerstin Polte und Dagmar Jäger                  | Kein Zickenfox                  |
| 2013 | Estados Unidos    | Malika Zouhali-Worrall und Katherine Fairfax W. | Call Me Kuchu                   |
| 2012 | Estados Unidos    | Vito                                            | Jeffrey Schwarz                 |
| 2011 | Italia            | Due volte genitori                              | Claudio Cipelleti               |
| 2010 | Estados Unidos    | Edie & Thea: A Very Long Engagement             | Greta Olafsdottir & Susan Muska |
| 2009 | Reino Unido       | Zanzibar Soccer Queens                          | Florence Ayisi                  |
| 2008 | Alemania          | Football Under Cover                            | Ayat Najafi & David Assmann     |